# 李琛 (歌手)
李琛（1976年5月17日—），男，陕西西安人，歌手。2岁半时因患上小兒麻痹症而后不良於行。代表作有《窗外》、《把心交出来》、《初吻》。因其中包含的勵志精神，在1990年代末廣受歡迎。

## 作品列表

### 專輯

#### 《把心交出来》（2005年1月，雅恒唱片）
1. 秋思
2. 爱不会走远
3. 我是一只孤
4. 有谁能够爱
5. 爱的色彩
6. 回头不是岸
7. 大城市
8. 流星
9. 把心交出来
10. 困情

### 单曲
1. 窗外（1998年）
2. 初吻（年份不详）

## 资料来源
1. ↑  . 腾讯新闻. 2008-09-16  [2015-03-11]. （原始内容存档于2015-04-02）.